# Henri Regnault
Pour les articles homonymes, voir Regnault.
Henri Regnault, né le 30 octobre 1843 à Paris et mort le 19 janvier 1871 à Buzenval, est un peintre français.

## Biographie

### Formation
Second fils du chimiste Henri Victor Regnault, Alexandre George Henri Regnault commence la peinture en 1857. Il devient l’élève de Louis Lamothe, en 1861, et d'Alexandre Cabanel, en 1864, à l'École des beaux-arts de Paris après avoir été élève au lycée Henri-IV à Paris. Après cinq tentatives, il obtient le prix de Rome en 1866 avec la toile Thétis apportant à Achille les armes forgées par Vulcain. Il peut donc partir en Italie et séjourner à la villa Médicis.

### Voyage en Espagne et au Maroc
Il profite de ses protections pour voyager, notamment en Espagne, en compagnie de son condisciple Auguste Laguillermie, et où son œuvre se ressent du choc de cette découverte : à Madrid, il assiste à la révolution carliste, au triomphe du général Prim, à la fuite de la reine d’Espagne Isabelle II. Il note dans des carnets ses impressions. La découverte du palais de l'Alhambra à Grenade le marque fortement. 
Au Salon de 1870, son Général Prim et sa Salomé sont présentés avec succès. Théophile Gautier écrit : « Prim c’est toute l’Espagne, Salomé c’est tout l’Orient. ». De l’Espagne, il gagne le Maroc en décembre 1869 avec son ami le peintre Georges Clairin, où il loue une maison à Tanger. Il y peint Exécution sans jugement sous les rois maures de Grenade, tableau orientaliste d'une grande force expressive.
Il est représenté par le galeriste Paul Durand-Ruel.

### Mort pour la France
De retour en France au moment du déclenchement de la guerre de 1870, il s'engage chez les francs-tireurs avec le sculpteur Émile Joseph Nestor Carlier. Il se fiance à Geneviève Bréton (d)  (1849-1918) dont le père est le bras-droit de Louis Hachette.
Henri Regnault trouve la mort à la bataille de Buzenval le 19 janvier 1871, atteint à la tempe par une balle prussienne. Il comptait, après la guerre, visiter l'Inde puis s'installer à Tanger, il avait acheté avec Georges Clairin un terrain et une maison surplombant le Socco (le souk) où ils voulaient faire aménager un atelier:72. 

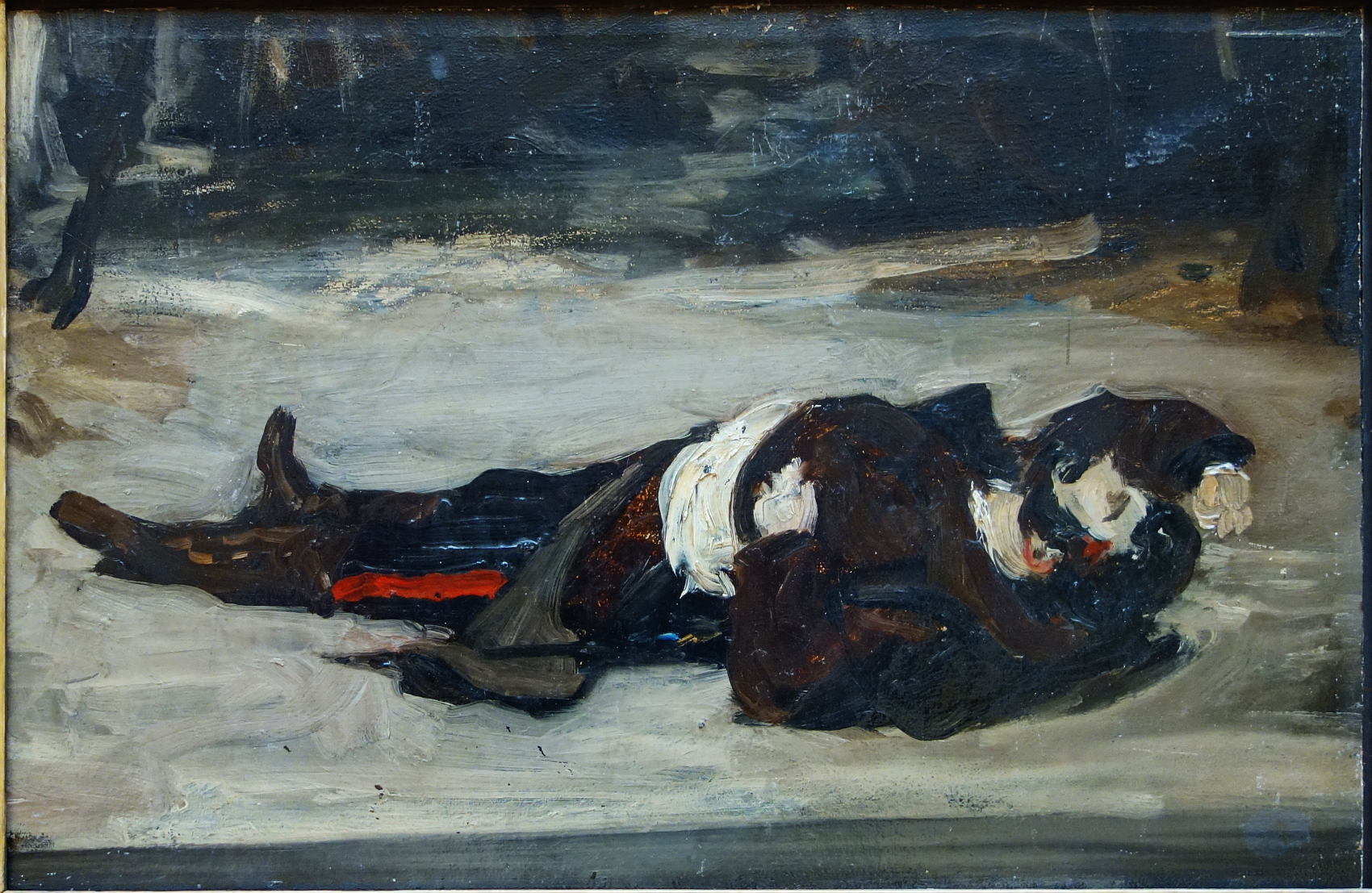
Carolus-Duran, Henri Regnault mort au champ de bataille (1871), palais des Beaux-Arts de Lille.
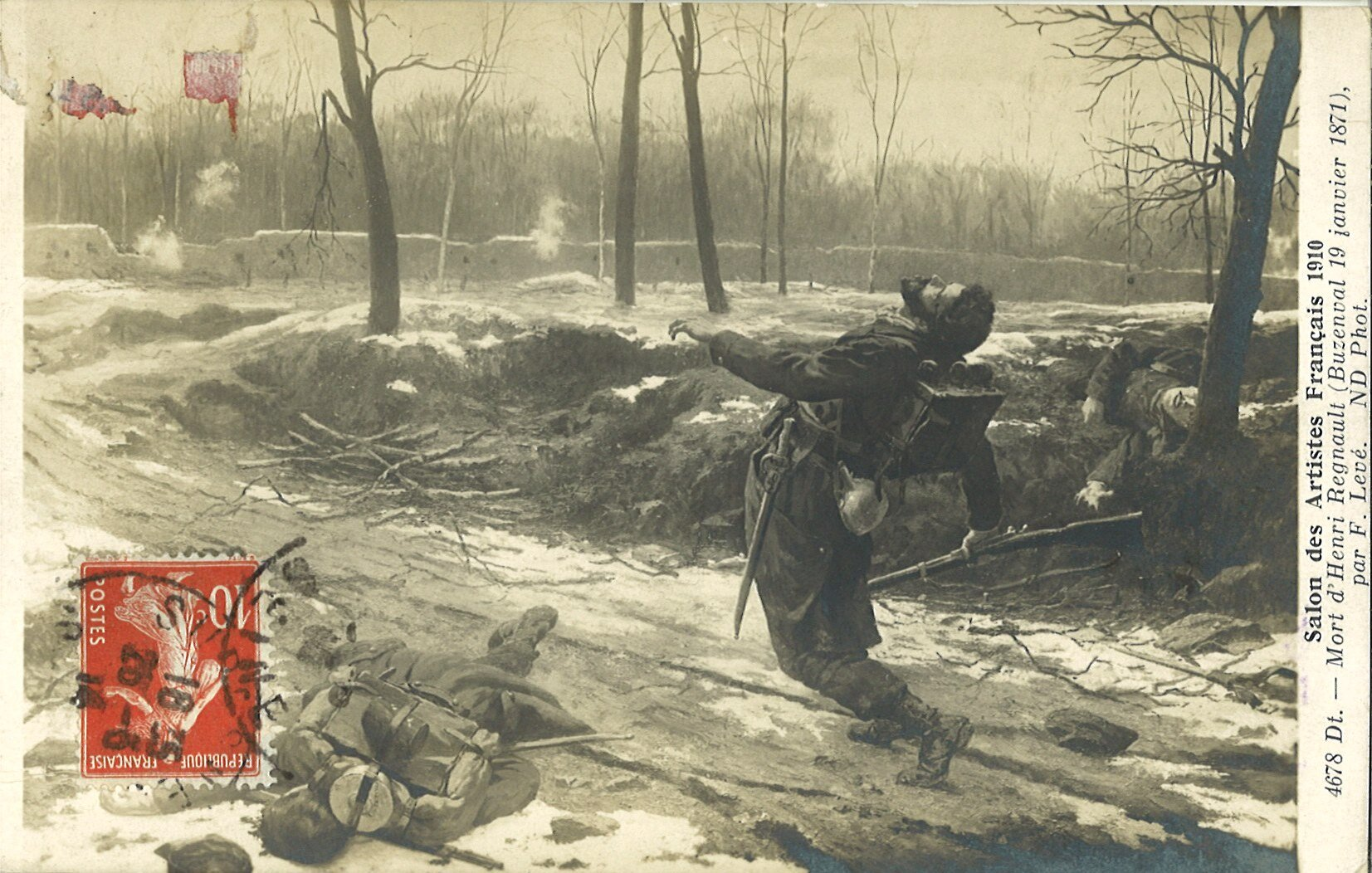
F. Levé, Mort d'Henri Regnault (Buzenval 19 janvier 1871) (Salon des artistes français de 1910).

## Hommages

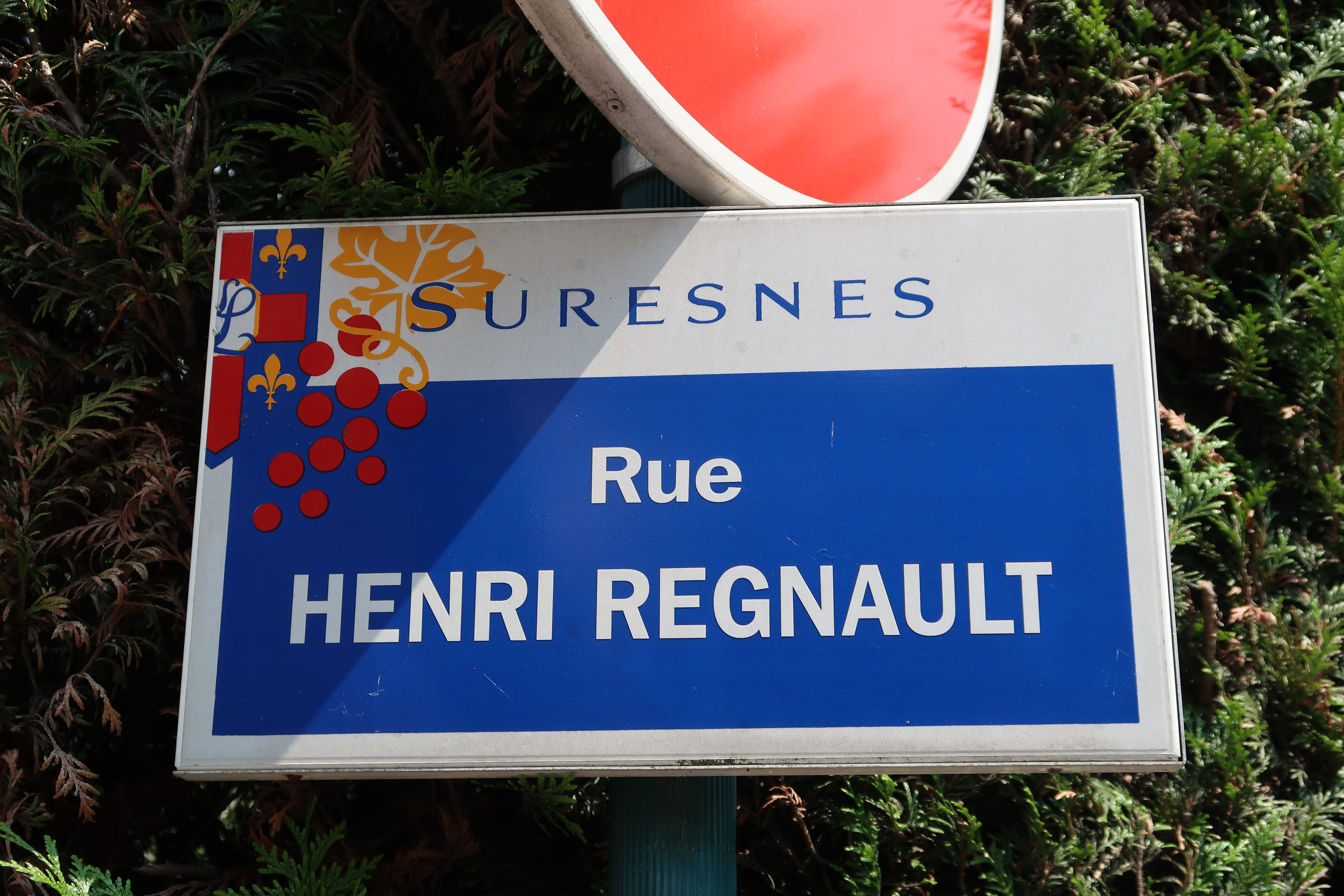
Plaque de la rue Henri-Regnault à Suresnes.

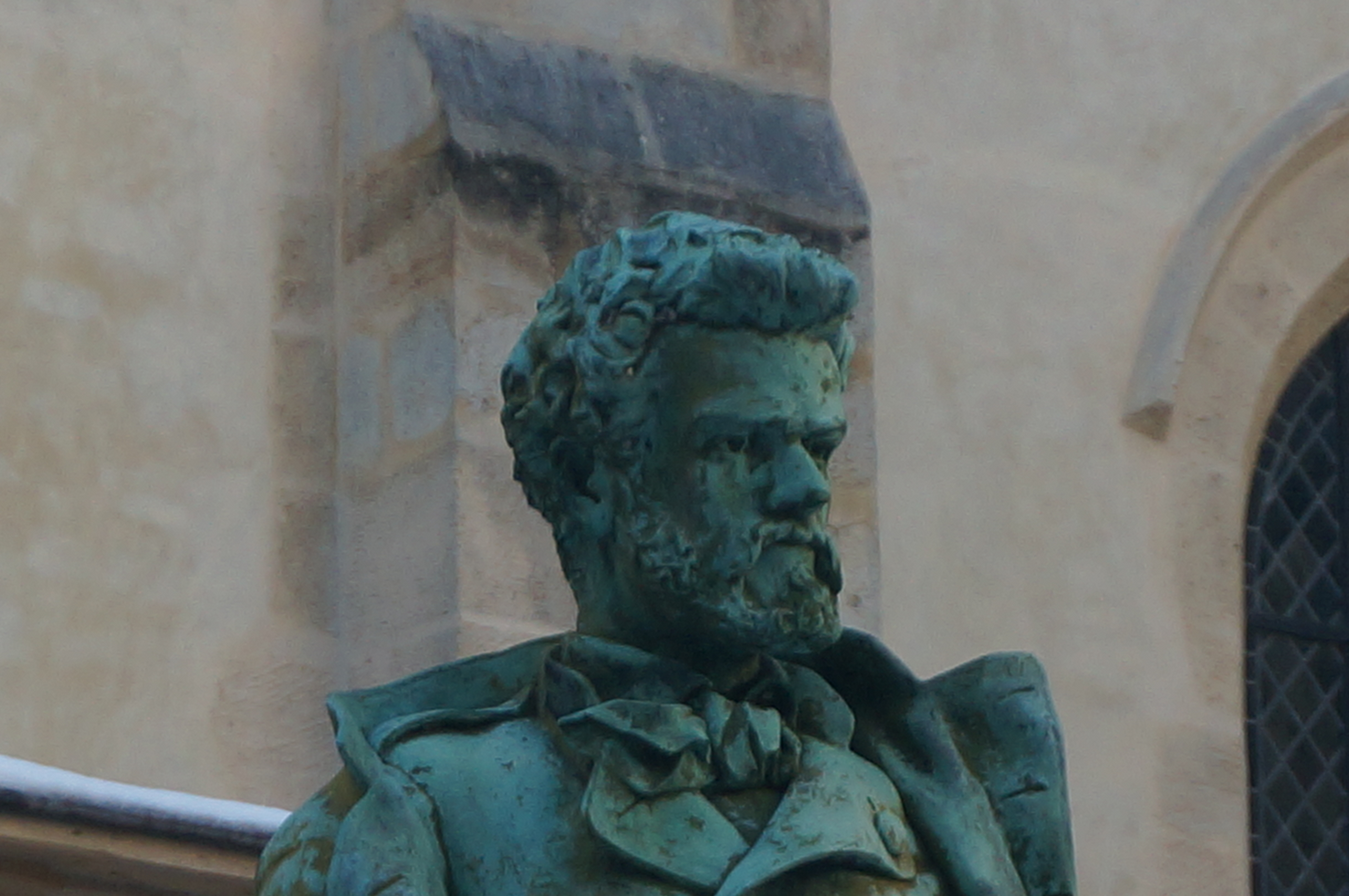
Buste dans la cour du lycée Henri-IV.

- Le compositeur Camille Saint-Saëns lui dédie sa Marche héroïque (1871).
- Une statue d’Henri Regnault, réalisée par Jules Chaplain, orne le rez-de-chaussée de la façade est de l'hôtel de ville de Paris.
- L'École nationale supérieure des beaux-arts de Paris abrite le Monument à Henri Regnault et aux élèves de l'École des beaux-arts tués en 1870-1871 (1875) par Henri Chapu et Charles Degeorge.
- Il existe une rue Henri-Regnault à Paris, Courbevoie, Garches, Lille, Rueil-Malmaison, Saint-Cloud, Saint-Maur-des-Fossés, Sartrouville, Suresnes, Sèvres et à Yerres.
- Un buste d'Henri Regnault est installé dans la cour du lycée Henri-IV.
- Il existe un square Henri-Regnault de 6 000 m2 à La Défense.
- L'emplacement du lieu de sa mort est signalée par un buste de l'artiste, placée à proximité du green no 14 du golf de Saint-Cloud.
- Le soldat du monument de La Défense de Paris, de Louis-Ernest Barrias, à Puteaux, a les traits d’Henri Regnault[6].

## Postérité
Le destin d'Henri Regnault est présenté, à travers des extraits du journal intime de Geneviève Bréton, sa fiancée, en toile de fond du premier volet (« Une parisienne ») du documentaire 1870-1871. La guerre franco-prussienne réalisé par Hermann Pölking-Eiken et Linn Sackarnd (Allemagne, 2020, 3 x 55 min) diffusé par Arte.

## Œuvres dans les collections publiques
États-Unis
- Boston, musée des Beaux-Arts : Automédon ramenant les coursiers d'Achille des bords du Scamandre, 1868.
- New York, Metropolitan Museum of Art : Salomé, 1870.

France
- Compiègne, musée national du château de Compiègne : Portrait de Mme Arthur Fouques Duparc, 1867.
- Dijon ;
  - musée des Beaux-Arts : L'Espagnole canaille, 1868, huile sur bois, 81,6 × 64,2 cm.
  - musée Magnin : Jeune Portefaix à Malte, 1867.
  - musée de la Vie Bourguignonne Perrin de Puycousin : Garibaldi sous les murs de Dijon, 1871, gouache sur papier, 27,8 × 21,8 cm.
- Grenoble, musée de Grenoble : Nature morte, 1867.
- Pau, musée des Beaux-Arts : Berger des montagnes de la Castille, 1868.
- Paris :
  - musée d'Orsay :
    - Portrait de Madame Mazois sur son lit de mort, 1866 ;
    - Automédon ramenant les coursiers d'Achille des bords du Scamandre, 1868, esquisse ;
    - Portrait du Général Prim, 1869, huile sur toile, 315 × 258 cm[8]
    - La Comtesse de Barck, habillée en Espagnole, 1869 ;
    - Exécution sans jugement sous les rois maures de Grenade, 1870, huile sur toile, 301 × 143 cm[9]

  - musée du Louvre, département des arts graphiques :
    - Entrée de ville au Maghreb, huile sur papier ;
    - La Cour des ambassadeurs au palais de l'Alhambra, dessin ;
    - Portrait de Mme Léonie Louvancour, femme de M. Arthur Fouques Duparc, dessin ;
    - Véturie aux pieds de Coriolan, dessin ;
    - Vue du château d'Arques, dessin.
- Versailles, château de Versailles : Jean-Baptiste Biot (1774-1862), 1862[10].

Œuvres d'Henri Regnault
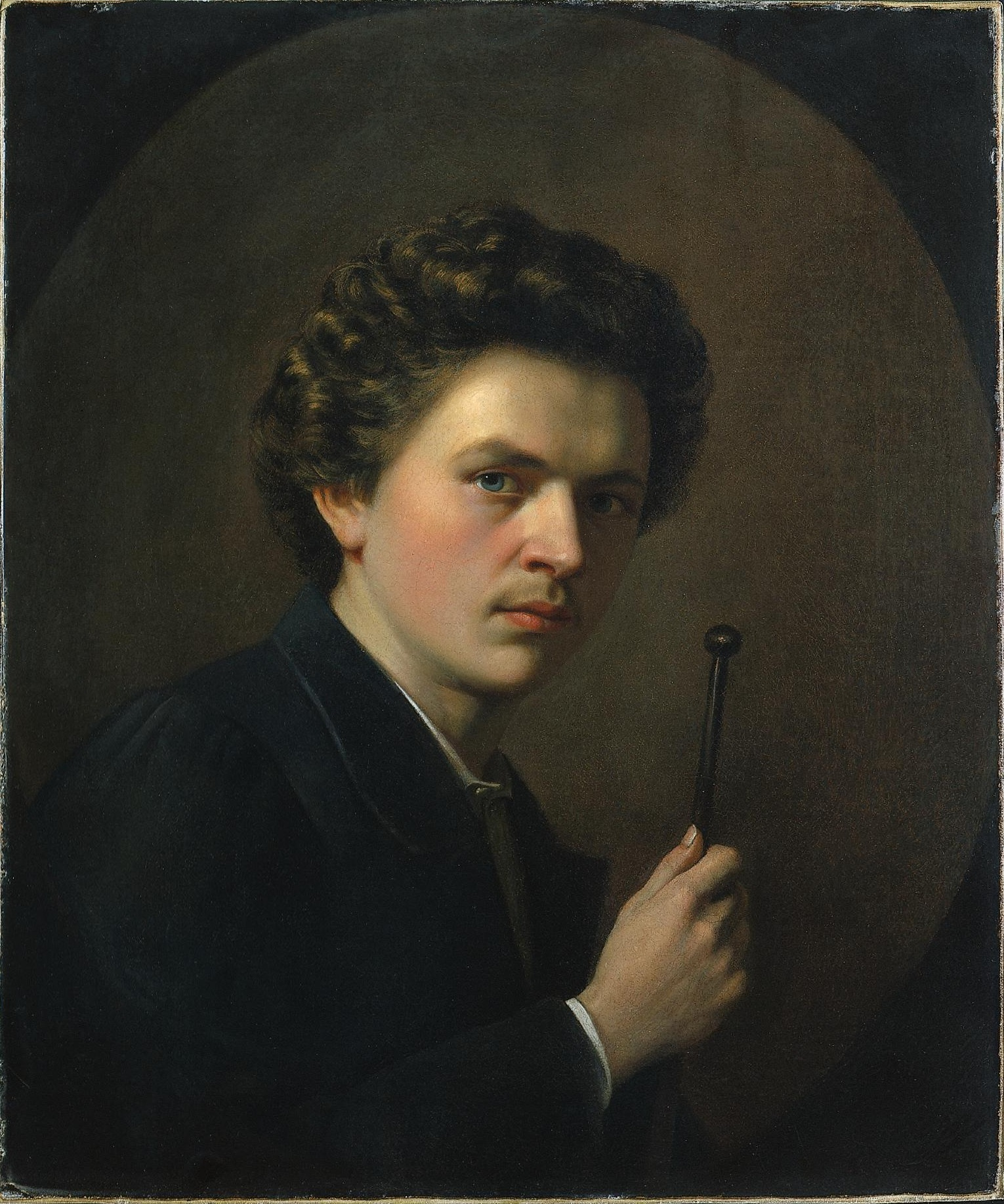
Autoportrait avec un appui-main (vers 1863), Cleveland Museum of Art.
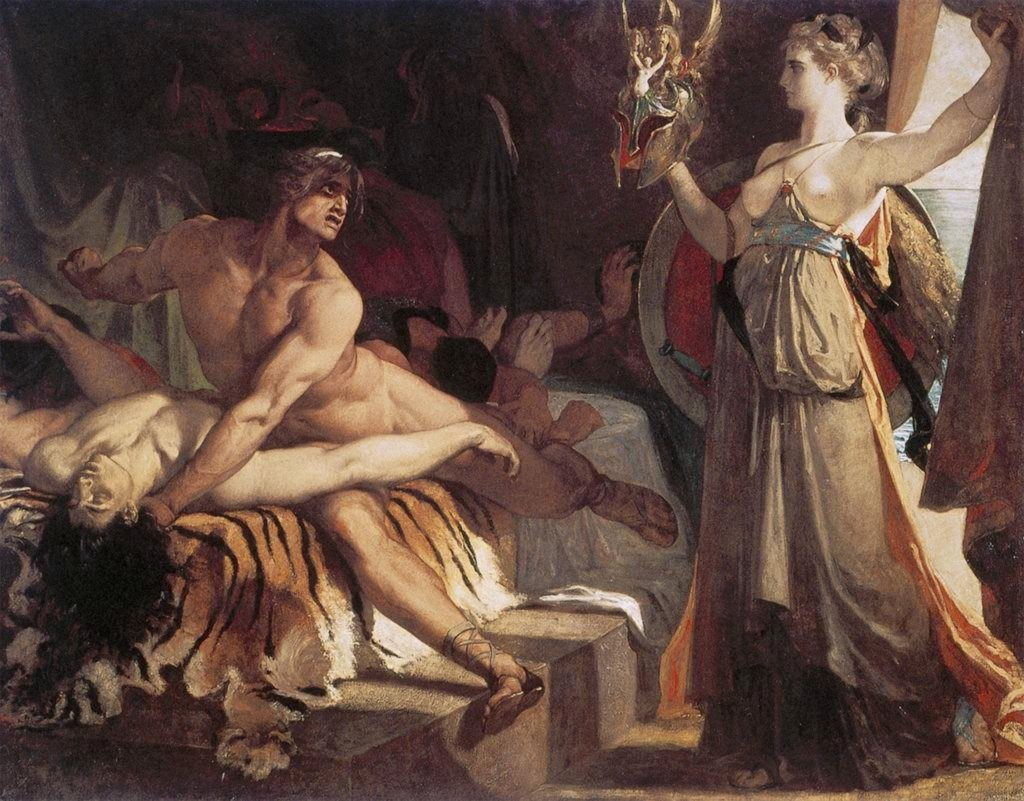
Thétis apporte à Achille les armes forgées par Vulcain (1866), Paris, École nationale supérieure des beaux-arts.
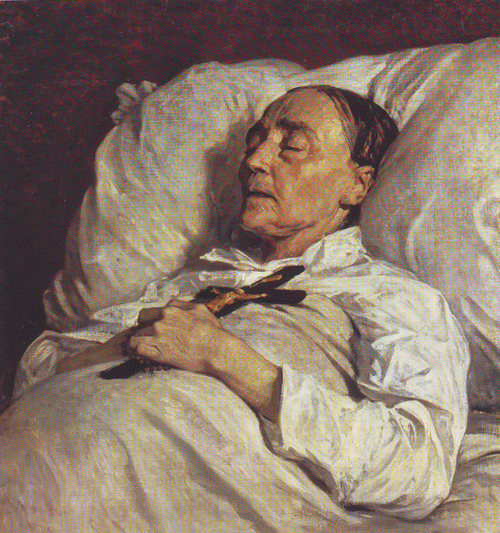
Portrait de Madame Mazois sur son lit de mort (1866), Paris, musée d'Orsay.
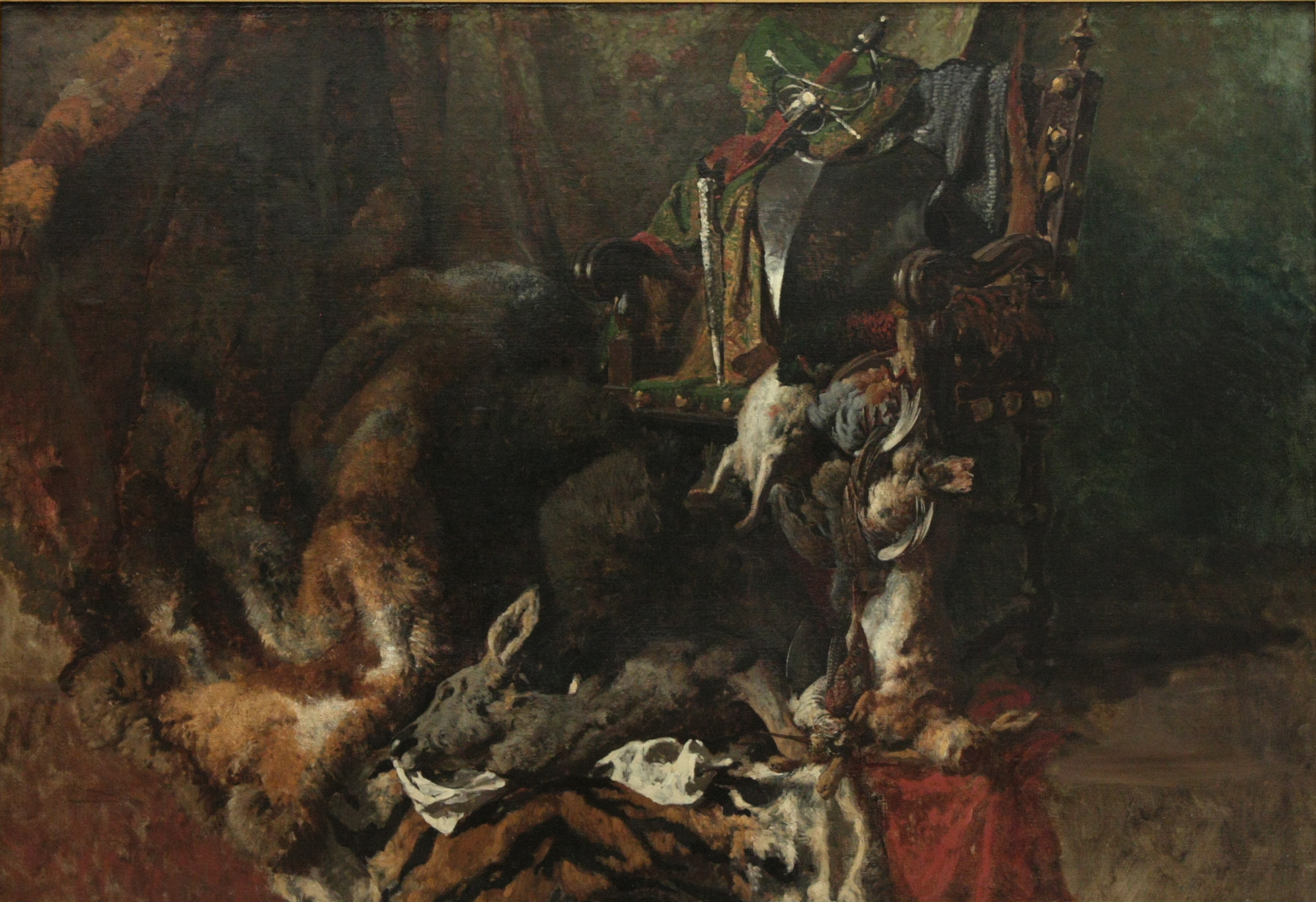
Nature morte (1867), musée de Grenoble.
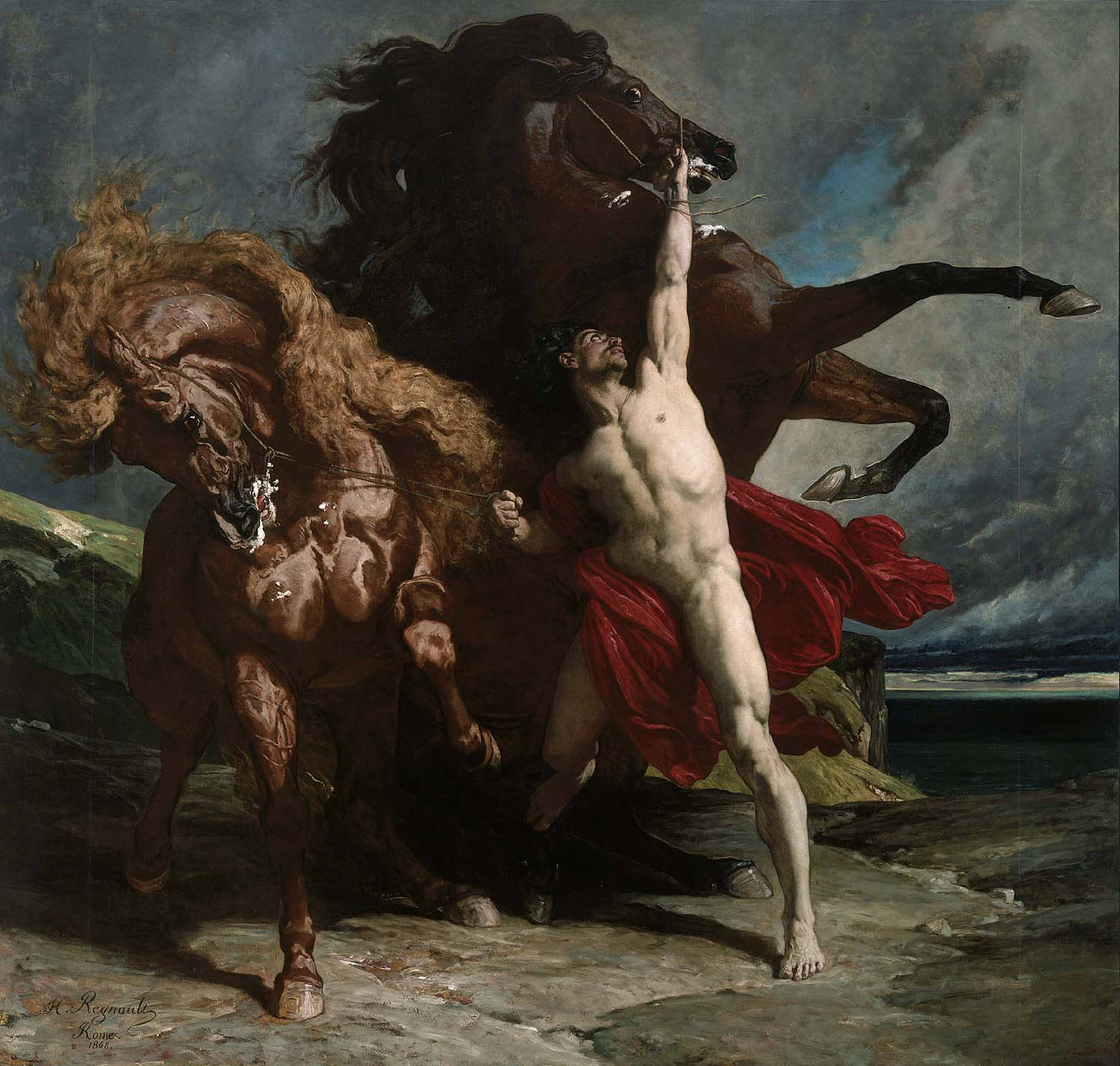
Automédon ramenant les coursiers d'Achille des bords du Scamandre (1868), musée des Beaux-Arts de Boston.
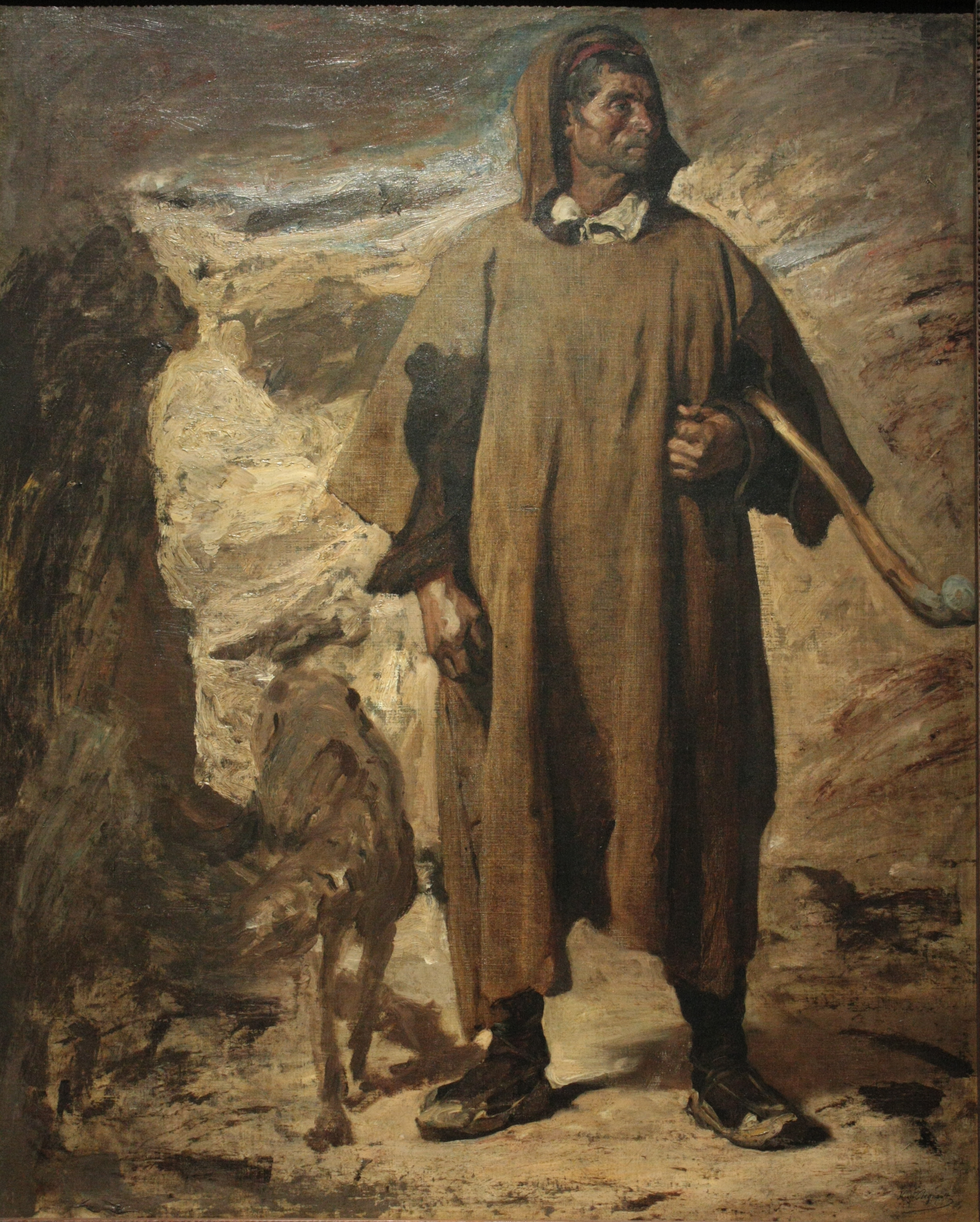
Berger des montagnes de la Castille (1868), musée des Beaux-Arts de Pau.
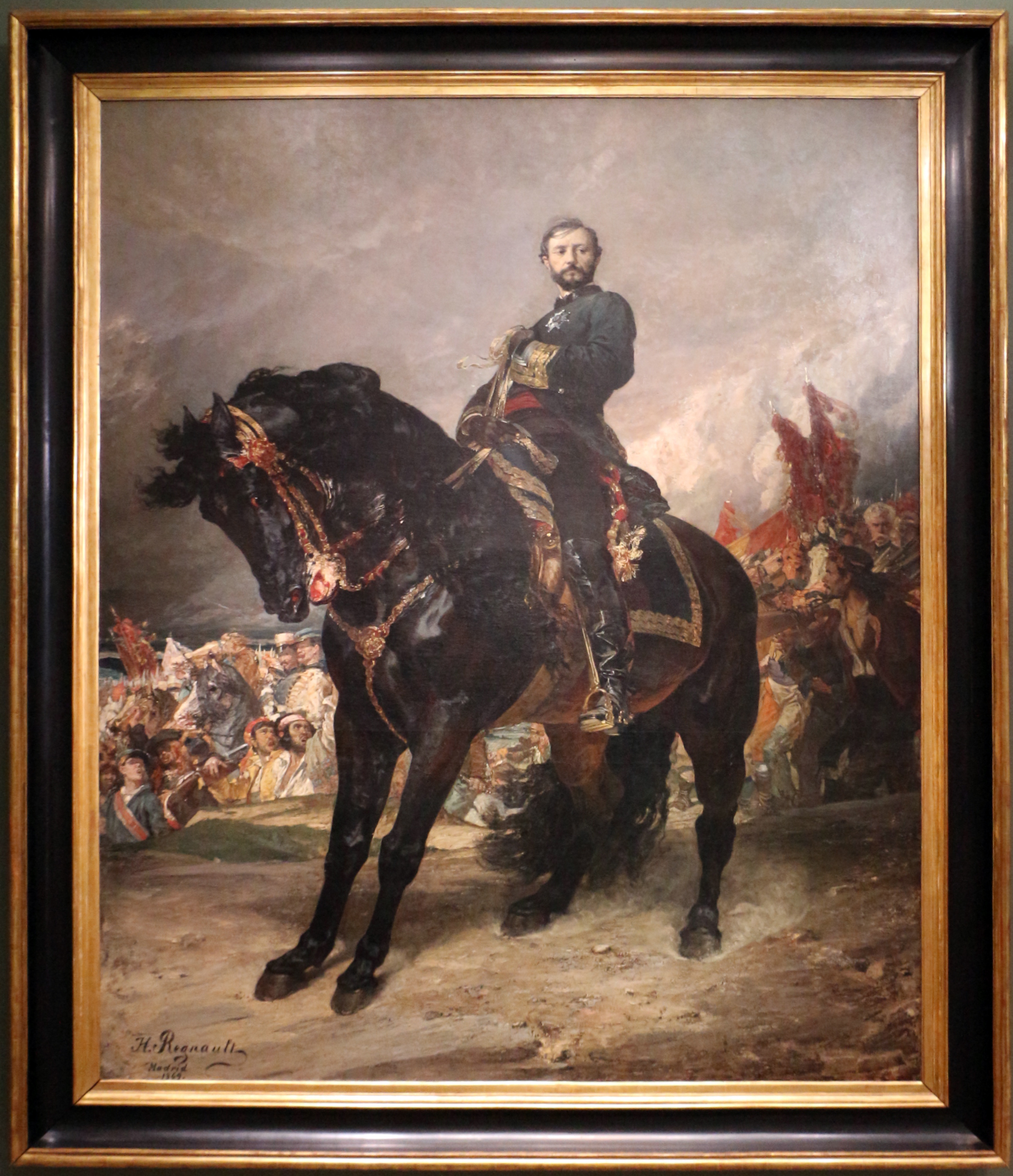
Juan Prim. 8 octobre 1868 (1869), Paris, musée d'Orsay.
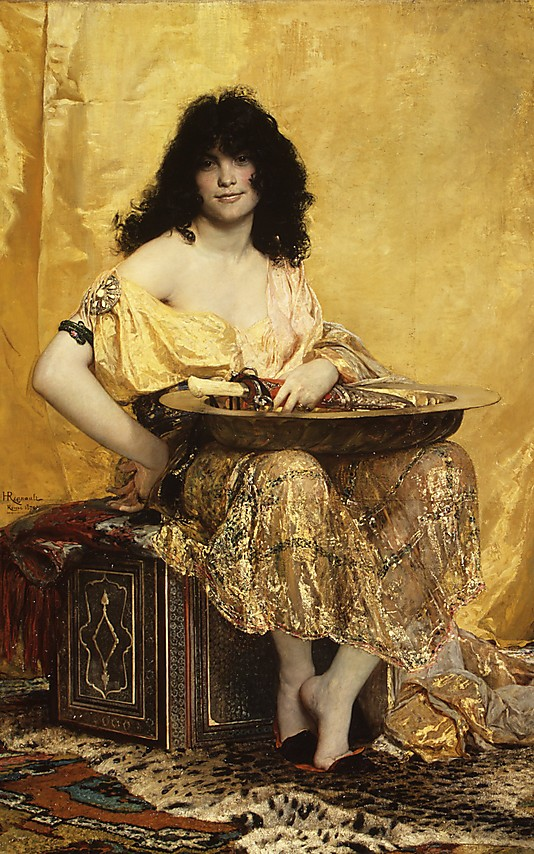
Salomé (1870), New York, Metropolitan Museum of Art.
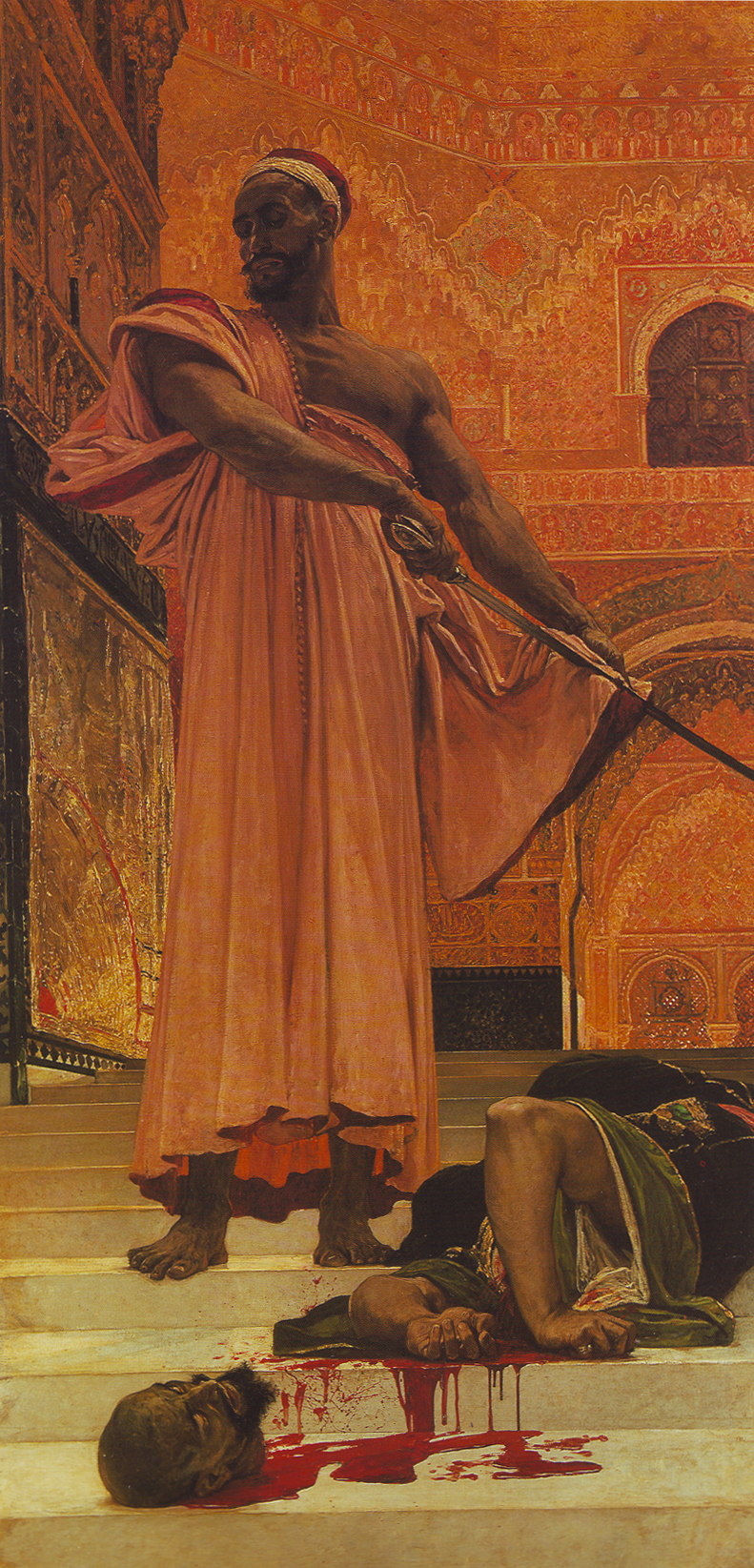
Exécution sans jugement sous les rois maures de Grenade (1870), Paris, musée d'Orsay.